# Emily Perkins (Schauspielerin)
Emily Jean Perkins (* 4. Mai 1977 in Vancouver, British Columbia) ist eine kanadische Filmschauspielerin.

## Leben
Perkins bekannteste Rollen sind die der Brigitte „B“ Fitzgerald in der kanadischen Horrorfilm-Trilogie Ginger Snaps und die Rolle der jungen Beverly Marsh in Stephen Kings Es.
Zusammen mit ihrem Mann lebt sie in Vancouver. Sie hat ihre zwei Cousins adoptiert, weil es deren leiblichen Eltern nicht möglich war, sich um sie zu kümmern.

## Filmografie
- 1989: Abenteuer in Vancouver (Danger Bay, Fernsehserie)
- 1989: Schrei am Abgrund (Small Sacrifices, Fernsehfilm)
- 1990–1991: Mom P.I. (Fernsehserie)
- 1990: Auf Leben und Tod / Kampf ums Überleben (Anything to Survive, Fernsehfilm)
- 1990: Stephen Kings Es (Stephen King’s It, Fernsehfilm)
- 1993: Odyssee ins Traumland (The Odyssey, Fernsehserie)
- 1993: Erdbeben in der Bucht von San Francisco (Miracle on Interstate 880, Fernsehfilm)
- 1993: Die Frau am Abgrund (Woman on the Ledge, Fernsehfilm)
- 1994: Gerechtigkeit für meinen Sohn (Moment of Truth: Broken Pledges, Fernsehfilm)
- 1996: Todesschwadron aus der Zukunft (Past Perfect)
- 1996: Kaltblütig (In Cold Blood, Fernsehfilm)
- 1998: Akte X – Die unheimlichen Fälle des FBI (The X Files, Fernsehserie)
- 1998–2005: Da Vinci’s Inquest (Fernsehserie)
- 2000: Ginger Snaps – Das Biest in Dir (Ginger Snaps)
- 2000: Christy: The Movie (Fernsehfilm)
- 2001: Christy, Choices of the Heart, Part II: A New Beginning (Fernsehserie)
- 2001: Prozac Nation – Mein Leben mit der Psychopille (Prozac Nation)
- 2002: Mentors (Fernsehserie)
- 2002: Insomnia – Schlaflos (Insomnia)
- 2002: Twilight Zone (Fernsehserie)
- 2004: Ginger Snaps II: Entfesselt (Ginger Snaps: Unleashed)
- 2004: Ginger Snaps III – Der Anfang (Ginger Snaps Back: The Beginning)
- 2004: Dead Like Me – So gut wie tot (Dead Like Me, Fernsehserie)
- 2006: She’s the Man – Voll mein Typ! (She’s the Man)
- 2007: Juno
- 2007: Aliens in America (Fernsehserie)
- 2008: Another Cinderella Story
- 2009, 2011, 2019: Supernatural (Fernsehserie)
- 2010: Hiccups (Fernsehserie)
- 2010: Blood: A Butcher’s Tale
- 2010: Repeaters – Tödliche Zeitschleife (Repeaters)
- 2014: Extraterrestrial: Sie kommen nicht in Frieden (Extraterrestrial)